# 環中路
環中路（計畫名為台中生活圈二號道路），為臺灣臺中市的重要城際道路之一，全線約26.2公里，大致呈S狀環繞臺中市區，起於潭子區中山路一段（台3線中潭公路），可向東接續環中東路，道路設於台74線快官霧峰線高架快速道路下方，路線向西行過中清路後轉為南向，過南屯區永春路後不再沿快官霧峰線高架快速道路鋪設，之後路線轉為東南向至跨過烏日區中山路（台1乙線）與臺鐵臺中線後再轉為南向，路線至國道三號烏日交流道後改為西南向，通過烏日區溪南、喀哩地區後，以溪尾大橋與溪尾二橋跨越烏溪與貓羅溪後抵彰化縣芬園鄉彰南路（台14線）。

## 歷史
台中生活圈二號道路東側未通車段（頭家厝－潭興）與台中生活圈四號道路北段，於2003年8月核定納入擴大公共建設投資計畫內辦理。沿線工程共計8個土木標，已全部發包完成，預計2012年8月完工，台中生活圈二號道路東側連接台中生活圈四號道路的高架道路工程於2013年12月31日完工通車。
2014年9月10日起環中路崇德路口實施環中路雙向禁止左轉崇德路，以解決日益壅塞的交通車流。
2015年2月10日起台74線環中五權西路路口(南屯二)、環中西屯路路口(西屯三)、環中東路太原路路口(太原)、環中東路軍福十六路(松竹)等處實施下匝道車流禁止左右轉管制。
2015年3月31日起台74線南屯二交流道(五權西路)下匝道開放右轉但禁止左轉和併流切入快車道。同時調整環中路車道配置，打除台74線匝道之分隔島且增加一右轉車道，並以回復式導桿區隔。
2015年4月30日起台74線西屯三交流道（西屯路）下匝道車流開放右轉但禁止左轉和併流切入環中路快車道。
2016年11月21日，九段的溪尾大橋通車，路線延伸至大肚溪以南，未來再將延伸至台14線彰化彰南路五段。
2017年3月31日，位於潭子區的環中路-環中東路（原被平面鐵軌隔開未連接）打通開放通車。
2021年2月6日，九段最末段的溪尾二橋通車，路線延伸台14線彰化彰南路五段。

## 行經行政區域
（依北向南排為主）
- 臺中市
  - 潭子區
  - 北屯區
  - 西屯區
  - 南屯區
  - 南區
  - 烏日區
- 彰化縣
  - 芬園鄉

## 分段
- 一段：東起潭子區與環中東路相接；西過西屯區中清路接二段。
- 二段：東過西屯區中清路接一段；南過臺灣大道接三段。
- 三段：北過臺灣大道接二段；南過五權西路接四段。
- 四段：北過五權西路接三段；南過黎明路接五段。
- 五段：北過黎明路接四段；南過土庫溪（精誠南路），進入烏日區接六段。
- 六段：北過土庫溪，進入南屯區接五段；南過舊旱溪接七段。（部份路段經過南區）
- 七段：北過舊旱溪接六段；南過大里溪接八段。
- 八段：北過大里溪接七段；南抵烏日區溪尾大橋北岸。（部分路段經霧峰區）
- 九段：北過溪尾大橋北岸接八段；南抵彰南路五段（台14線）。

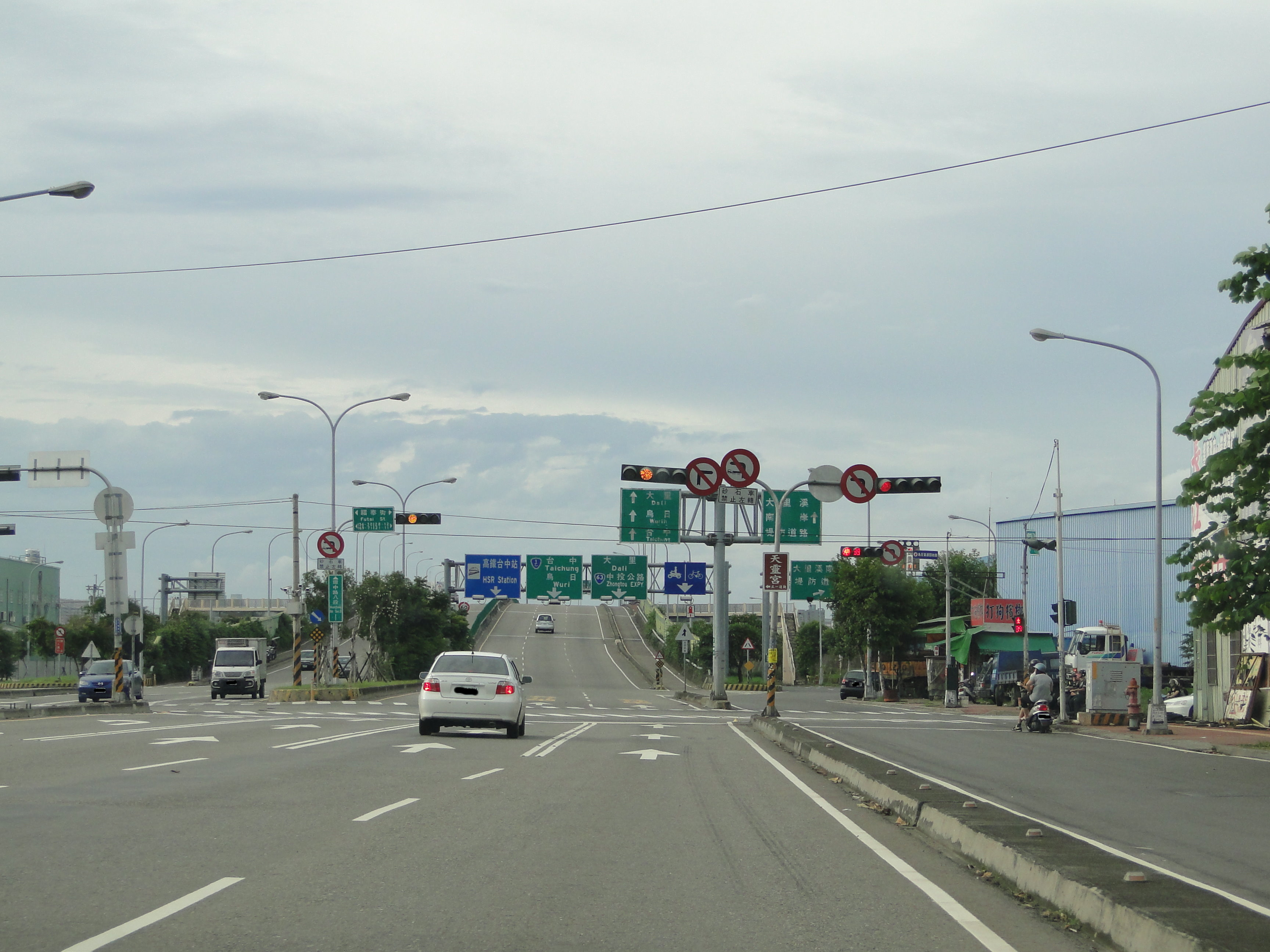
臺中市烏日區環中路八段一景，前方為其跨越大里溪之橋樑
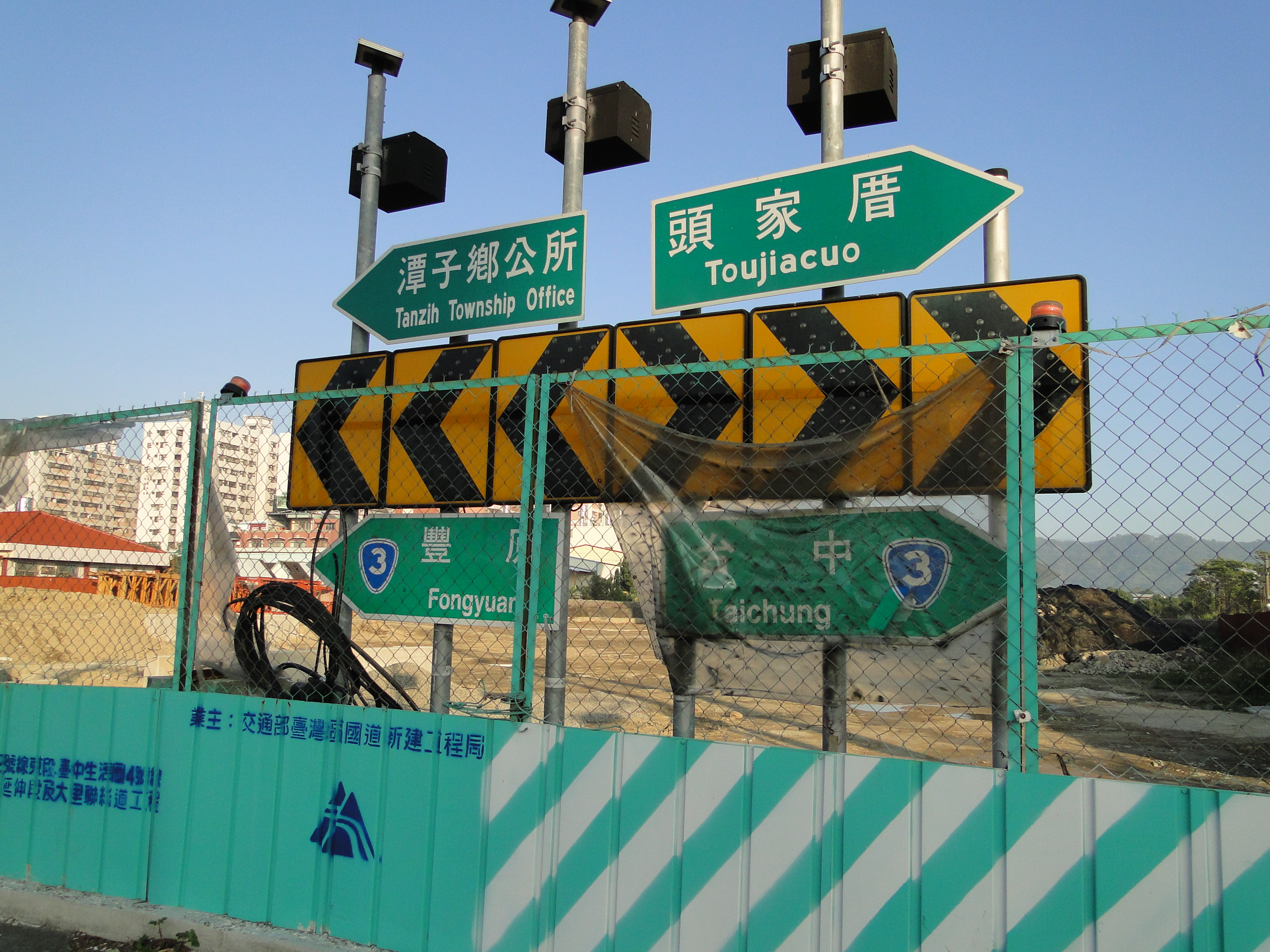
環中路與台3線（台中市北屯路）T字路口的指標，後方空地是興建中台中生活圈二號道路東段
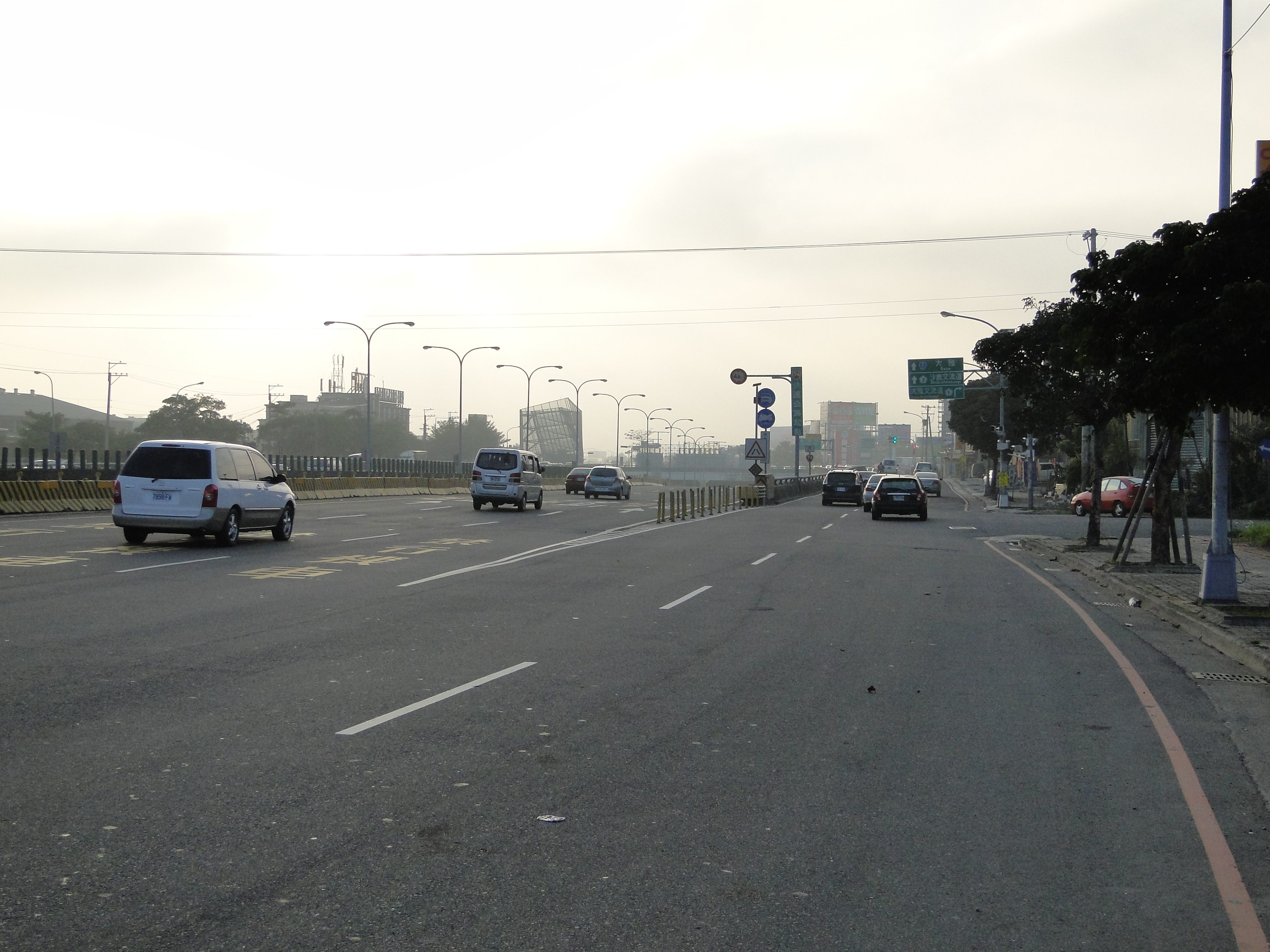
環中路一段與快官霧峰線終點北屯端（地下道）
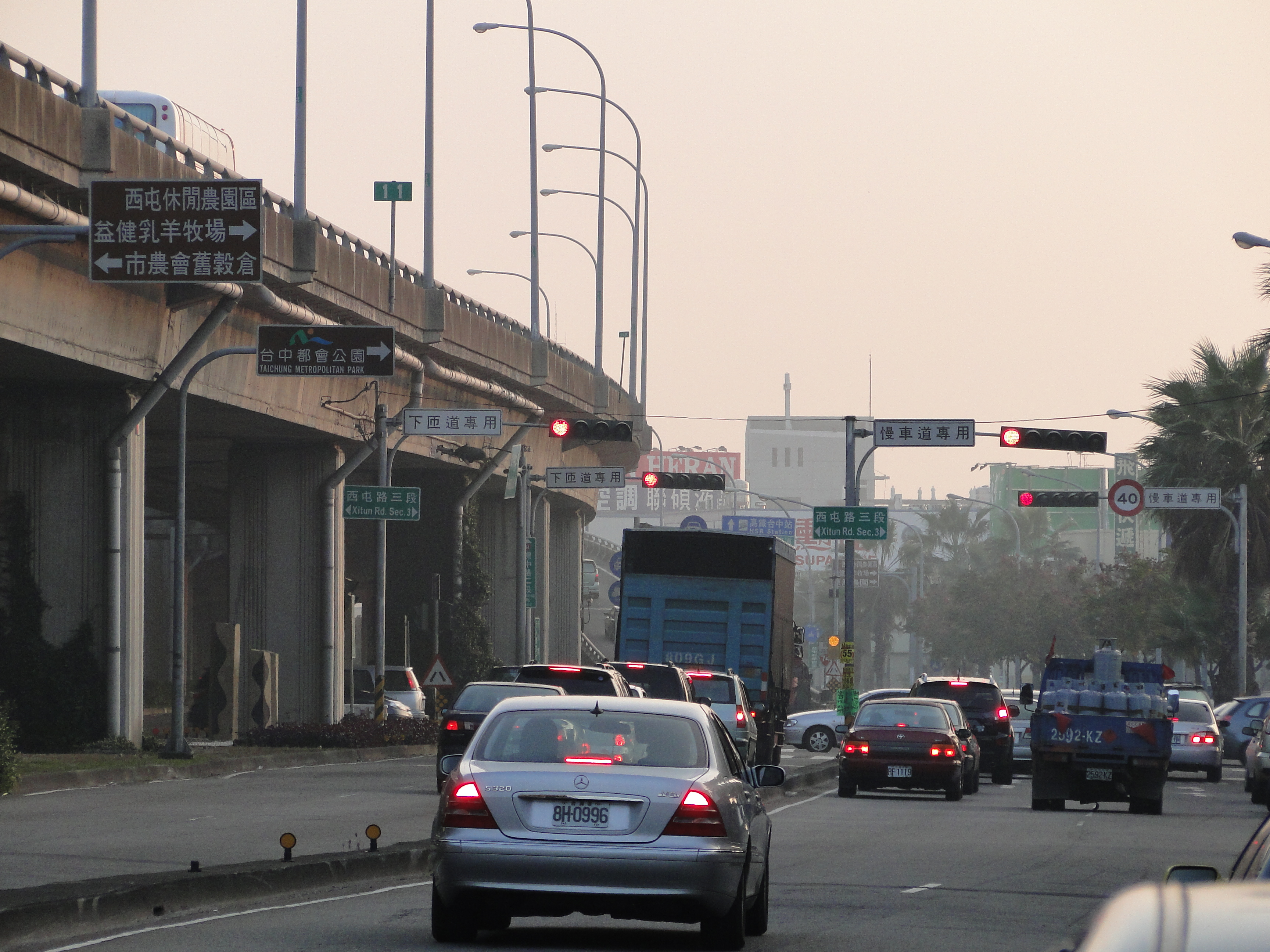
環中路二段一景，前方即西屯路三段路口

## 車道配置
- 潭子區中山路－北屯區崇德路：雙向六車道
- 崇德路－松竹路：雙向六車道
- 松竹路－大雅交流道聯絡道：雙向六車道
- 大雅交流道聯絡道－中清路：西向七車道（左彎四線，直行或右彎三線）；東向四車道。
- 中清路－台74線北屯一交流道：雙向六車道
- 北屯一交流道－永春路：
  - 快車道：雙向六車道
  - 慢車道：雙向四車道
  - 設置中央綠化安全島及快慢車道綠化分隔島
- 永春路－南屯一交流道：
  - 快車道：雙向四車道
  - 慢車道：雙向六車道
  - 設置中央綠化安全島及快慢車道綠化分隔島
- 南屯一交流道－南屯區樂田巷
  - 快車道：雙向六車道
  - 慢車道：雙向四車道
  - 設置中央綠化安全島及快慢車道綠化分隔島
- 南屯區樂田巷－南屯區大忠南街
  - 雙向四車道
  - 高架橋路段有雙向四車道
- 南屯區大忠南街－建國路
  - 快車道：雙向二車道
  - 慢車道：雙向二車道
  - 高架橋：雙向四車道
  - 設置快慢車道分隔島
- 建國路－復興北路
  - 雙向二車道
  - 高架橋：雙向四車道
- 復興北路－烏日區光明路
  - 快車道（高架橋）：雙向四車道
  - 慢車道：雙向四車道
- 烏日區光明路－烏日區福泰街
  - 雙向四車道
  - 高架橋：雙向四車道（部分六車道）
- 烏日區福泰街－烏日交流道
  - 快車道：雙向六車道
  - 慢車道：無繪製車道線，約三車道寬
  - 設置中央綠化分隔島及快慢車道分隔島
- 烏日交流道－太明北路：雙向四車道，設置中央綠化分隔島
- 太明北路－彰南路：雙向二車道

## 沿線設施
除一段為東西向，二～九段是由北向南排列。

一～四段與快官霧峰線共構。
| | |
| 一段（臺中市潭子區／北屯區／西屯區） 臺中市潭子區 台鐵台中線（東連環中東路） 中山路一、二段 - 臺中市潭子區僑忠國民小學 北屯區 - 臺中市第十四期市地重劃區（美和庄重劃區） 崇德路三段（雙向禁止左轉，包含崇德交流道下匝道車道） - 臺中洲際棒球文創園區 - 臺中洲際棒球場 - 臺中多功能運動中心 - 臺中棒球故事館 - 漢神洲際購物中心（興建中） 松竹路三段 - 臺中巨蛋（預定地） 港尾仔溪 西屯區 中山高速公路大雅交流道 中清路二、三段 二段（西屯區） - 臺中市西屯區泰安國民小學 - 臺中水湳經貿生態園區（開發中） - 中央公園北側 - 水湳轉運中心（預定地） 廣福路 - 僑光科技大學 - 漢翔航空工業總部 港尾仔溪 - 臺中市第十二期市地重劃區（福星重劃區） 西屯路三段（西屯三交流道下匝道車道開放右轉但禁止左轉及切入快車道，環中路雙向慢車道禁止左轉） - 西大墩遺址（公園） 福科路 青海路二段（南向車道端點銜接臺中交流道北上匝道，欲前往三段，需經由西屯二交流道上匝道車道跨越臺灣大道） 中山高速公路臺中交流道 臺灣大道三、四段 三段（西屯區） 朝馬路 （北向車道端點銜接臺灣大道（往市區方向），欲前往二段，需經由西屯二交流道上匝道車道跨越臺灣大道） - 朝馬地區 - 臺中市第七期市地重劃區（惠來重劃區） - 朝馬國民運動中心 - 朝馬足球場 潮洋溪 - 潮洋環保公園 市政路 - 交六轉運站（原預定地） - 黎明新村 - 行政院中部聯合服務中心 公益路二段 | 四段（南屯區） 五權西路二段（南屯二交流道下匝道車道開放右轉但禁止左轉及切入快車道，環中路雙向慢車道禁止左轉） 中山高速公路南屯交流道 - 台中魚市場（哈魚碼頭） 向上路三、四段（台中生活圈特三號道路） 永春路（與快官霧峰線共構結束） 黎明路一段 五段（南屯區） - 楓樹社區 楓樹腳溪 麻園頭溪 - 麻糍埔遺址 土庫溪（精誠南路） 六段（烏日區／南區） - 台中捷運綠線九張犁站 建國路 臺鐵臺中線 南區 復興北路 柳川 復興路一段（西行） 烏日區 中山路一段（東行） 光明路 舊旱溪 七段（烏日區） - 臺中市烏日區五光國民小學 五光路 環河路一段 大里溪 八段（烏日區／霧峰區） 霧峰區 - 台灣櫻花整體廚房事業處 烏日區 福爾摩沙高速公路烏日交流道 太明北路 九段（烏日區／彰化縣芬園鄉） 烏日區 - 溪尾大橋 烏溪 慶光路 - 溪尾二橋 貓羅溪 彰化縣芬園鄉 - 嗣漢張天師府（第65代張意將） 彰南路五段 |